# Charles Blagden

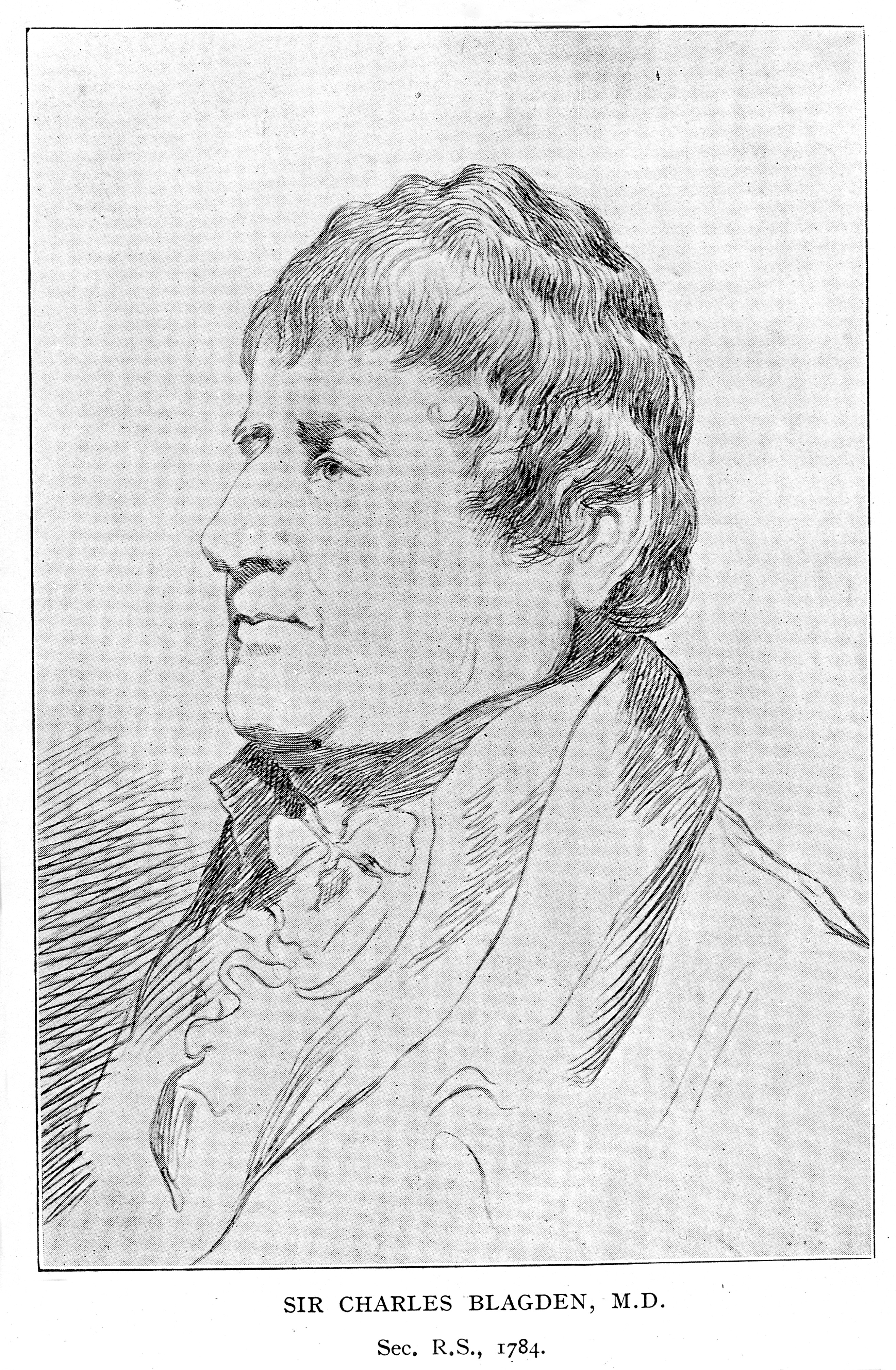
Charles Brian Blagden

Charles Brian Blagden (17 april 1748 - 26 maart 1820) was een Brits natuurvorser en arts.

## Biografie
Blagden werd in 1748 geboren in Wotton-under-Edge in het graafschap Gloucestershire. Hij studeerde medicijnen in Edinburgh en werkte vervolgens als arts in het ziekenhuis van Gloucester. In 1772 verhuisde Blagden naar Londen, trad als arts in dienst bij het Britse leger en werd hij toegelaten tot de Royal Society, de Britse academie van wetenschappen. Tijdens de Amerikaanse Onafhankelijkheidsoorlog werkte Blagden achtereenvolgens op het hospitaalschip HMS Pigot en in Britse kolonies op het vasteland van Noord-Amerika. In 1780 werd hij gestationeerd bij het militaire ziekenhuis van Plymouth en in 1783 verliet hij de actieve dienst.
Blagden verhuisde naar Londen om er als arts en onderzoeker te werken, ondersteund en geholpen door de natuur- en scheikundige Henry Cavendish. In 1783 bracht Blagden een paar maanden in Parijs door, om er experimenten van de scheikundige Antoine Lavoisier bij te wonen. Ook had hij er ontmoetingen met andere vooraanstaande wetenschappers als César François Cassini de Thury en Nicolas de Condorcet. In 1784 werd Blagden benoemd tot secretaris van de Royal Society, een positie die hij tot 1797 zou bezetten.
In 1788 werd Blagden benoemd tot corresponderend lid van de Académie des sciences, de Franse academie van wetenschappen. Het jaar erop werd hem de Copley Medal verleend, de wetenschapsprijs van de Royal Society. In 1792 werd Blagden in de adelstand verheven.
Vanaf 1814 verbleef Blagden steeds vaker bij vrienden in Frankrijk. Hij overleed in Arcueil en ligt begraven op het Cimetière du Père-Lachaise in Parijs.

## Wetenschappelijk werk
Blagden hield zich als wetenschapper onder meer bezig met de invloed van opgeloste stoffen op het vriespunt van water. Hij ontdekte dat opgelost zout het vriespunt van water doet dalen en zijn formulering van deze vriespuntsdaling staat bekend als de Wet van Blagden.
Ook bestudeerde hij het menselijk vermogen om met hoge temperaturen om te gaan en hij beschreef in 1775 als eerste de rol van transpiratie bij de thermoregulatie.